# علي العسكري
علي العسكري (من 1936 إلى 1978). سياسي كردي  من الإتحاد الوطني الكردستاني.
في سن السابعة عشرة، أصبح علي العسكري عضوا في الحزب الديمقراطي الكردستاني. وبعد الانتهاء من المدرسة الثانوية، التحق بالكلية العسكرية، وكلية الهندسة المدنية، ولكن الحزب الديمقراطي الكردستاني طلب منه الانتقال إلى الموصل ليصبح ممثلا للحزب الديمقراطي الكردستاني، ولم يكمل دراسته في الكلية.
بدأت الثورة الكردية في 11 سبتمبر 1961 وسئل علي العسكري لقيادة تحرير زاخو، دهوك وبقية دول المنطقة بادينان. وكان أصغر عضو في الهيئات القيادية للحزب الديمقراطي الكردستاني.